# Karl Wellinger
Karl Wellinger (* 7. Dezember 1904 in Stuttgart; † 20. Oktober 1976) war ein deutscher Materialwissenschaftler, Ingenieur und Hochschullehrer. Karl Wellinger war Ordinarius des Lehrstuhls für Materialprüfung, Werkstoffkunde und Festigkeitslehre an der Universität Stuttgart und Direktor der Staatlichen Materialprüfungsanstalt Stuttgart (MPA).

## Leben
Karl Wellinger trat 1929 in die staatliche Materialprüfungsanstalt Stuttgart (MPA) ein, wo er 1931 promoviert wurde und sich 1940 habilitierte. Da Erich Siebel von 1940 bis 1947 als Präsident der Materialprüfungsanstalt Berlin-Dahlem tätig war, war Wellinger von 1944 bis 1945 kommissarischer Institutsleiter der MPA. 1948 erfolgte die Ernennung zum außerplanmäßigen Professor, 1961 die Ernennung zum ordentlichen Professor und Direktor der Materialprüfungsanstalt. Seine Vorgänger waren Carl von Bach, Richard Baumann und Erich Siebel.
1973 erfolgte die Emeritierung Wellingers. Ihm folgte 1976 sein Schüler Karl Kußmaul nach.

## Ehrungen
- 1959 Ehrenring des Deutschen Verbandes der Schweißtechnik (DVS)
- 1969 Ehrendoktorwürde (Dr. techn. E.h.) der TH Wien
- 1970 Guilleaume-Gedenkmünze der technischen Vereinigung der Großkraftwerksbetreiber (VGB)
- 1971 Ehrendoktorwürde (Dr.-Ing. E.h.) der RWTH Aachen
- Ehrenurkunde des Deutschen Verbandes für Materialprüfung (DVM)

Seit 1979 vergibt die VDI-Gesellschaft Materials Engineering zu Ehren Wellingers die Karl-Wellinger-Ehrenmedaille.